# Terebellides umbella
Terebellides umbella är en ringmaskart som beskrevs av Grube 1870. Terebellides umbella ingår i släktet Terebellides och familjen Trichobranchidae. Inga underarter finns listade i Catalogue of Life.